# 2008 au Pakistan
Les évènements de l'année 2008 au Pakistan.

## Évènements

### Janvier
- Vendredi 4 janvier 2008 :  Cinq officiers de la division antiterroriste de Scotland Yard arrivent à Islamabad (Pakistan), afin d'aider les services pakistanais chargés de l'enquête sur l'assassinat de l'ancien Premier ministre Benazir Bhutto pour lequel le président Musharraf a de nouveau nié toute implication dans cet assassinat.

### Février
- Samedi 9 février 2008 : Des centaines de juges et avocats ont manifesté dans les principales villes du pays.

- Lundi 11 février 2008 : L'ambassadeur du Pakistan en Afghanistan, Tarik Azizuddin, voyageant sans escorte avec son chauffeur et un seul garde du corps, est enlevé par un groupe de bandits alors qu'il traversait la passe de Khyber, dans la zone tribale pakistanaise pour rejoindre son poste à Kaboul.

- Lundi 18 février 2008 : Les Élections législatives repoussées après l'assassinat de l'ancien Premier ministre et chef de l'opposition démocratique, Benazir Bhutto, sont remportées par les deux principaux partis de l'opposition, alliés pour la circonstance : le Parti du peuple pakistanais, désormais dirigé par Asif Ali Zardari, veuf de Benazir Bhutto et la Ligue musulmane du Pakistan (N) dirigée par l'ancien Premier ministre Nawaz Sharif.

- Vendredi 22 février 2008 : Un attentat islamiste à la bombe contre un mariage dans le nord-ouest cause la mort de 14 personnes dont la jeune mariée et des enfants.

### Mars
- Samedi 1er mars 2008 : Le chef des talibans pakistanais, Baitullah Mehsud, reconnu coupable de l'assassinat de Benazir Bhutto, est inculpé par le tribunal de Rawalpindi.

- Dimanche 2 mars 2008 : Un attentat-suicide contre une Jirga à laquelle participait un millier de chefs tribaux près de Darra Adam Khel cause la mort de 40 participants. Cette assemblée traditionnelle avait pour but de discuter des efforts entrepris par les communautés villageoises pour chasser les talibans liés à al-Qaida.

- Mardi 4 mars 2008 : Un attentat-suicide islamiste contre l'école navale militaire cause la mort de 5 personnes et en blesse 19 autres dans au centre-ville de Lahore la capitale du Pendjab, déjà touchée la semaine précédente.

- Mardi 11 mars 2008 : Un double attentat-suicide islamiste cause la mort de 26 personnes et en blesse plus de cent cinquante autres au centre-ville de Lahore la capitale du Pendjab, déjà touchée la semaine précédente. Une de cibles est l'agence fédérale d'investigation (12 morts), l'autre cible est une agence de publicité.

- Lundi 24 mars 2008 : Le chef du Parti du peuple pakistanais, Youssouf Raza Gilani, est élu Premier ministre par l'Assemblée nationale par 264 voix contre 42. Sa première décision est d'annuler la mise en résidence surveillée dune soixantaine de juges dont l'ancien président de la Cour suprême, Iftikhar Muhammad Chaudhry.

- Samedi 29 mars 2008 : Le nouveau premier ministre, Youssouf Raza Gilani, appelle le mouvement des talibans au dialogue politique, leur demandant de déposer les armes et de rejoindre la vie politique.

### Avril
- Mardi 8 avril 2008 : La Haute Cour de l'État du Sind acquitte Asif Ali Zardari, le mari de l'ex-premier ministre assassinée Benazir Bhutto, du meurtre de son beau-frère.

- Mercredi 23 avril 2008 : Le chef tribal patchoun, Baitullah Mehsud, représentant d'Al-Qaïda dans le pays « donne l'ordre à tous les militants du Tehrik-e-Taliban de cesser leurs activités armées », alors que le nouveau gouvernement s'engage dans un processus de paix avec les combattants des zones tribales.

- Mercredi 30 avril 2008 : Les chefs de la nouvelle coalition gouvernementale — Nawaz Sharif et Asif Ali Zardari — ont décidé de réinstaller à leur poste les juges évincés par le président Pervez Musharraf.

### Mai
- Dimanche 18 mai 2008 : L'ambassadeur du Pakistan en Afghanistan, Tarik Azizuddin, enlevé le 11 février dernier est libéré par les talibans qui le détenaient. D'abord prisonnier d'un groupe de bandits, il a ensuite été cédé aux hommes de Baitullah Mehsud, chef des talibans pakistanais et proche d'Al-Qaïda. La libération aurait été faite contre la libération de quarante talibans prisonniers du gouvernement.

- Mercredi 21 mai 2008 : La signature d'un pacte entre le gouvernement et les rebelles islamistes de la vallée de Swat — province frontalière —, officialise une politique jugée « laxiste », « sans grande visibilité » et « préoccupante » par l'Inde, l'Afghanistan, les États-Unis et l'OTAN. Le pacte est conclu par le gouverneur de la province et le mollah Maulana Fazlullah dont il fait la part belle à ses exigences. La charia est désormais reconnue dans la vallée de Swat, Fazlullah, surnommé « mollah radio », pourra continuer librement ses prêches radiophoniques enflammés, l'armée pakistanaise se retirera de la région, des compensations seront versée aux familles ayant perdu des proches ou leurs biens lors des raids militaires, les talibans ne seront plus inquiétés et les poursuites judiciaires seront abandonnés ou les charges seront revus à la baisse. En contrepartie, Fazlullah s'engage à cesser ses attaques contre l'armée, la police, les dignitaires et les infrastructures de l'État, il s'engage aussi à accepter les vaccinations contre la poliomyélite, à ne plus démolir les écoles pour filles, à ne plus s'en prendre aux échoppes des coiffeurs, à ne plus détruire les magasins de disques et à ne plus demander aux gens de brûler leurs postes de télévisions.

### Juin
- Lundi 2 juin 2008 : Un attentat à la voiture piégée contre l'ambassade du Danemark à Islamabad fait 8 morts pakistanais et une trentaine de blessés. La voiture contenait quelque 60 kg d'explosif.

- Mardi 10 juin 2008 : Onze soldats pakistanais sont tués lors d'un raid aérien mené par l'armée américaine contre une zone tribale le long de la frontière avec l'Afghanistan. Selon les autorités américaines, les infiltrations de djihadistes en Afghanistan ont plus que doublé en mars et avril depuis que le nouveau gouvernement civil pakistanais multiplie les accords avec les groupes de talibans des zones tribales.

- Dimanche 14 juin 2008 : Le président Hamid Karzai adresse au Pakistan une sévère mise en garde et revendique le droit d'aller dans les zones frontalières pour « y détruire les repaires de terroristes ».

- Mercredi 25 juin 2008 : Les talibans enlèvent et exécutent 22 membres d'une tribu engagée dans le processus de paix dans les zones tribales du nord-ouest.

### Juillet
- La Cour suprême, présidée par Iftikhar Muhammad Chaudhry, déclare illégales les décisions prises par l'ancien président Pervez Musharraf, lorsqu'il était président de limoger et d'assigner ses opposants à résidence.

- Lundi 28 juillet 2008 : Un tir de missiles américains aurait permis de tuer Mihdat Mursi al-Sayid Umar, le spécialiste des armes chimiques d'Al-Qaïda.

### Août
- 7 août : l'armée pakistanaise s'engage dans la bataille de Bajaur contre les talibans, qui durera jusqu'en février 2009.
- Lundi 18 août 2008 : Le président Pervez Musharraf démissionne après avoir été menacé d'une procédure de destitution par le gouvernement.

### Septembre
- Samedi 6 septembre 2008 : Asif Ali Zardari (PPP), veuf de Bhutto, est élu président de la République.

- Samedi 20 septembre 2008 : Un camion piégé conduit par un kamikaze, transportant 600 kilos d'explosifs, explose devant la barrière de sécurité de l'hôtel Marriott, un hôtel de luxe fréquenté par de nombreux étrangers et par la bourgeoisie d'Islamabad. L'attaque, l'une des plus sanglantes de l'histoire du pays, fait 60 tués. Les autorités pakistanaises accusent le réseau Al-Qaïda.

- Dimanche 28 septembre 2008 : Un ingénieur polonais, Piotr Stanczak, travaillant pour la société pétrolière polonaise Geofizyka Krakow est enlevé par des hommes armés près d'Attock, à environ 110 kilomètres à l'ouest d'Islamabad, non loin des zones tribales où l'armée affronte des talibans pakistanais alliés à leurs pairs afghans et à Al-Qaïda. Ses deux chauffeurs et ses gardes du corps ont  été abattus sur place.

### Octobre
- Un séisme de magnitude 6,4 sur l'échelle de Richter localisé au Baloutchistan, tue 300 personnes et laisse 70 000 autres sans abri.
- Vendredi 31 octobre 2008 : Deux frappes menées par l'armée américaine sur les zones tribales, font 32 morts, en majorité des talibans et des combattants d'Al-Qaïda. Un important commandant du réseau Al-Qaïda, l'Égyptien Abou Jihad al-Masri a été tué par deux missiles tirés par un drone contre un camion dans le district tribal du Waziristan du Nord. Une récompense d'un million de dollars pour sa mort ou sa capture avait été promise

### Novembre
- Jeudi 20 novembre 2008 : L'armée pakistanaise mène une offensive contre des groupes de talibans étrangers dans le district tribal de Baujar près de la frontière avec l'Afghanistan. Quatre positions ont été bombardées et 17 talibans ont été tués dont quatre chefs. Ils seraient en majorité, d'origine Ouzbeck. Ils étaient soupçonnés d'être impliqués dans des meurtres et enlèvements récents de miliciens tribaux hostiles aux talibans[1].

- Vendredi 21 novembre 2008 : Un attentat à la bombe a eu lieu contre une cérémonie de funérailles faisant 6 morts et 25 blessés.

- Samedi 22 novembre 2008 :
  - Un missile américain a tué au moins trois combattants islamistes dans les zones tribales du nord-ouest, parmi eux, le responsable d'un complot visant à placer des bombes dans des vols transatlantiques en 2006.
  - Trois bombes de faible puissance explosent dans un centre culturel de Lahore  dans lequel des gens assistaient à un concert de musique. Seules deux personnes ont été blessées.

- Vendredi 28 novembre 2008 : Un attentat-suicide à la voiture piégée tue quatre policiers et trois civils dans la ville de Bannu (nord-ouest).

- Samedi 29 novembre 2008 :
  - Le ministre des Affaires étrangères, Shah Mehmood Qureshi affirme que le Pakistan s'engage à sévir contre n'importe quel « groupe » qui serait basé sur son territoire si l'Inde apporte la preuve qu'il est impliqué dans les attaques de Bombay. Le président Asif Ali Zardari appelle l'Inde à ne pas « réagir de façon excessive » et confirme qu'il fera preuve de la plus grande sévérité si une implication de groupes pakistanais était prouvée.
  - Début de violents affrontements à Karachi, entre militants de la coalition au pouvoir, le Mouvement Muttahida Qaumi (MQM) et ceux du parti national Awami. Au moins 13 personnes sont tuées et 77 autres blessées.

### Décembre
- Lundi 1er décembre 2008 : Un attentat à la voiture piégée contre un barrage routier, tenu par les forces de sécurité à Mingora (district de Swat, nord-ouest), cause la mort de 9 personnes et en blessent 49 autres.

- Mardi 2 décembre 2008 : Les autorités indiennes demandent par la voie diplomatique au Pakistan de lui livrer des terroristes, notamment Hafeez Sayeed, chef du groupe Lashkar-e-Taiba, basé au Pakistan et actif au Cachemire, groupe suspect numéro 1 soupçonné d'être à l'origine des attaques meurtrières de Bombay. L'Inde ne met pas directement mis en cause le gouvernement pakistanais, mais reproche au Pakistan « son échec à juguler le terrorisme émanant de son territoire ». Le premier ministre pakistanais Youssouf Raza Gilani demande à l'Inde de fournir des preuves de l'implication de Pakistanais dans les attaques meurtrières de Bombay et promis de coopérer si ces preuves étaient fournies.

- Vendredi 5 décembre 2008 :
  - Un attentat à la voiture piégée sur un marché très fréquenté de Peshawar cause la mort de 27 personnes à la veille de la grande fête musulmane de l'Aïd al-Adha.
  - Un missile tiré par un drone américain tue au moins 3 personnes dans la zone tribale pakistanaise.

- Dimanche 7 décembre 2008 : Un groupe de quelque 250 combattants islamistes attaque un dépôt de l'OTAN près de Peshawar et mettent le feu à 65 camions chargés de provisions pour les soldats de la coalition en Afghanistan. Le dépôt était gardé par une dizaine de soldats dont l'un a été tué et les autres ont été désarmés. La semaine précédente, un premier groupe de 10 camions avait déjà été incendiés[2].

- Lundi 8 décembre 2008 : 
  - Les autorités annoncent l'arrestation de 15 membres d'une organisation caritative proche des islamistes du mouvement Lashkar-e-Taiba, suspect numéro 1 pour l'Inde dans les attaques de Bombay. Parmi eux, un chef important de l'organisation terroriste.
  - Nouvelle attaque contre une base logistique de l'OTAN dans le nord du Pakistan : une centaine de véhicules ont été incendiés, dont 50 camions — jeeps, camions, poids lourds — servant à approvisionner les troupes étrangères en Afghanistan. Quelque 200 hommes armés ont participé à cette attaque à l'aube en arrosant les véhicules d'essence avant d'y mettre le feu[3].

- Jeudi 11 décembre 2008 : Un missile tiré par un drone américain contre une habitation a tué six personnes dans la zone tribale pakistanaise.

- Samedi 13 décembre 2008 : Des avions militaires indiens auraient violé « par inadvertance » l'espace aérien pakistanais, alors que les relations sont particulièrement tendues entre les deux pays.

- Dimanche 14 décembre 2008 : Le premier ministre britannique est en visite à Islamabad. Il assure que le groupe armé islamiste pakistanais Lashkar-e-Taiba (LeT) avait perpétré les attaques qui avaient fait 163 morts, comme l'en accuse le gouvernement indien.

- Lundi 15 décembre 2008 : Un missile tiré par un drone américain tue au moins deux extrémistes et en blesse trois autres dans la zone tribale pakistanaise.

- Vendredi 19 décembre 2008 : Des talibans pakistanais attaquent à nouveau un convoi d'approvisionnement par conteneurs des troupes de l'OTAN faisant trois morts.

- Lundi 22 décembre 2008 : Un missile  tiré par un drone américain tue au moins huit extrémistes dans la zone tribale pakistanaise.

- Jeudi 25 décembre 2008 : Le chef des talibans de la vallée de Swat (nord-ouest), Shah Durran, a interdit aux filles d'aller à l'école à partir de janvier et a menacé de faire tuer toutes celles qui braveraient cet ordre : « Vous avez jusqu'au 15 janvier pour arrêter d'envoyer vos filles dans les écoles. Si vous passez outre cet avertissement, nous tuerons ces filles […] Nous avertissons également les écoles qu'elles ne doivent accueillir aucune fille, sinon nous ferons exploser leurs bâtiments »[4].

- Vendredi 26 décembre 2008 : 
  - Séisme de magnitude 5,9 sur l'échelle de Richter localisé sur la côte maritime pakistanaise. L'épicentre se trouvait à une dizaine de kilomètres sous terre à près de 300 km au sud-ouest de Karachi.
  - Plusieurs dizaines de milliers de personnes affluent vers la tombe de l'ancienne première ministre Benazir Bhutto dans le village reculé de Garhi Khuda Bakhsh, à la veille de la grande journée de commémoration du premier anniversaire de son assassinat. Une grande cérémonie d'hommage est prévue pour samedi autour du mausolée de la famille Bhutto. Plusieurs centaines de milliers de personnes y sont attendues.
  - Plusieurs milliers de soldats commencent à être déplacés de la frontière avec l'Afghanistan vers celle de l'Inde, alors que les permissions sont annulées.

- Samedi 27 décembre 2008 : Près de 100 000 personnes se pressent autour de la tombe de l'ancienne première ministre Benazir Bhutto. Elle était devenue en 1988, à 35 ans, la première femme élue démocratiquement premier ministre dans un pays musulman. Renversée en 1990, elle avait été réélue en 1993 puis de nouveau chassée du pouvoir trois ans plus tard sur la base d'accusations de corruption qu'elle considérait comme des manipulations politiques. Selon son mari, Asif Ali Zardari, actuel premier ministre : « Dans la pure tradition des Bhutto, elle a préféré une mort certaine plutôt que d'abandonner ses principes et le peuple […] Les tyrans et meurtriers l'ont tuée, mais ils ne pourront jamais tuer ses idées, qui ont inspiré une génération et l'ont tirée vers le haut ».

- Dimanche 28 décembre 2008 : Un attentat à la voiture piégée,  revendiqué par des militants islamistes, s'est produit à proximité d'un bureau de vote dans le nord-ouest du Pakistan causant la mort de 41 personnes.

- Mardi 30 décembre 2008 : Prenant prétexte d'une offensive de grande envergure contre les islamistes basés dans la région du col de Khyber, l'armée pakistanaise ferme de façon « temporaire » la principale route d'approvisionnement des forces de l'OTAN et de l'armée américaine en Afghanistan. Environ 80 % du ravitaillement des troupes étrangères en Afghanistan, notamment du carburant, des vivres et des équipements lourds, vient du Pakistan, via le col de Khyber. L'interdiction devrait rester en vigueur tant que l'armée pakistanaise n'aura « pas débarrassé la région des islamistes et des hors-la-loi qui échappent à tout contrôle »[5].

## Annexe